# Liste der Provinzialstraßen in der belgischen Provinz Limburg
Die Liste der Provinzialstraßen in der belgischen Provinz Limburg listet die Provinzialstraßen in der belgischen Provinz Limburg auf. Diese Straßen werden wegen ihrer Einbeziehung in das belgische Netz der N-Straßen auch als quartäre (= in der vierten Kategorie) Nationalstraßen bezeichnet.

## Provinzziffern
Die Provinzialstraßen werden in Belgien mit dem Buchstaben N und einer dreistelligen Zahl dargestellt. Die erste Ziffer gibt die jeweilige Provinz an. In der Provinz Limburg ist dies die Ziffer 7.
Die weiteren Provinzialstraßen tragen in den anderen Provinzen die folgenden Anfangsziffern:
- 1 Antwerpen
- 2 Brabant: Region Brüssel-Hauptstadt sowie Provinzen Flämisch-Brabant und Wallonisch-Brabant
- 3 Westflandern
- 4 Ostflandern
- 5 Hennegau
- 6 Lüttich
- 8 Luxemburg
- 9 Namur

## Provinzziffer 7
Der Straßenverlauf wird in der Regel von Nord nach Süd und von West nach Ost angegeben.
| Nr.   | Verlauf |
| ----- | --- |
| N 700 | N 730 in Bilzen – N 701 – in Bilzen |
| N 701 | N 700 – N 745 |
| N 702 | R 70 in Hasselt – R 71 – N 76 – N 750 in Genk |
| N 712 | (N 712 in der Provinz Antwerpen) – Provinzgrenze – N 769 – Lommel – N 746 – N 715 – N 71 – Overpelt – N 713 – Neerpelt – N 71 in Achel                                                                  |
| N 713 | N 71/N 74 in Overpelt – N 712 in Overpelt |
| N 715 | N 69/N 74 – Lommel – N 790 – N 712 – N 71 – Eksel – Hechtel – N 73 – N 74 – Helchteren – N 719 – Houthalen – – N 72 (74) in Zonhoven                                                                    |
| N 716 | in Herk-de-Stad – Provinzgrenze – (N 716 in Brabant) – Provinzgrenze – Nieuwerkerken – N 722 in Sint-Truiden                                                                                            |
| N 717 | N 29 in Beringen – Lummen – N 725 – in Herk-de-Stad |
| N 718 | N 722 – N 80 – N 759 in Ordingen |
| N 719 | N 72 in Zolder – Helchteren – N 715 – Meeuwen – N 76 |
| N 721 | N 73 in Bree – Opitter – Neeroeteren – N 757 – N 773 |
| N 722 | N 80 in Hasselt – N 754 – N 759 – N 718 – N 716 – N 80 in Sint-Truiden |
| N 723 | N 75 in Genk – N 744 – As – N 730 – N 75 |
| N 725 | N 141 in Tessenderlo – N 126 – Provinzgrenze – (N 725 in Brabant) – Provinzgrenze – N 29 – Meldert – Lummen – N 717 – in Hasselt                                                                        |
| N 726 | Houthalen-Ost – – N 75 |
| N 729 | N 72 in Zolder – in Hasselt |
| N 730 | N 73 in Bree – N 760 – Gruitrode – N 771 – Opglabbeek – N 723 in As – ... – N 77 – N 750 – Bilzen – – N 700 – – Hoeselt – Werm – Riksingen – N 753 – R 53 in Tongern                                    |
| N 739 | in Hasselt – N 754 in Stevoort |
| N 744 | N 76 in Genk – N 723 – N 75 – Wiemersmeer – N 77 |
| N 745 | in Bilzen – N 701 – N 758 – Vlijtingen – N 79 in Riemst |
| N 746 | (Niederlande) – Staatsgrenze – Lommel – N 790 – N 712 – N 71 – Soldatenfriedhof Lommel – Gelderhorsten – Provinzgrenze – (N 746 in der Provinz Antwerpen) – Provinzgrenze – N 18 – N 73 in Leopoldsburg |
| N 747 | Eksel – N 748 – Kaulille – N 76 – Staatsgrenze – (N 564 in der Provinz Limburg, Niederlande) |
| N 748 | (Niederlande) – Staatsgrenze – Achel – N 71 – Sint-Huibrechts-Lille – Kleine Brogel – N 747 – N 73 – Peer                                                                                               |
| N 750 | N 75 in Genk – N 77 – N 702 – N 730 |
| N 751 | N 73 – N 78 in Maaseik |
| N 752 | N 80 in Gingelom – N 755 – schlecht befahrbare Strecke – N 789 – Provinzgrenze – (N 752 in der Provinz Lüttich)                                                                                         |
| N 753 | N 20 – N 730 |
| N 754 | N 716 in Herk-de-Stad – N 739 – Stevoort – Terkoest – N 722 – N 80 – Alken – N 767 – N 777 – Wellen – N 79 in Borgloon                                                                                  |
| N 755 | N 80 in Kerkom-bij-Sint-Truiden – Muizen – Borlo – N 752 – Provinzgrenze – (N 755 in der Provinz Lüttich)                                                                                               |
| N 757 | N 762 in Kinrooi – Neeroeteren – N 721 – N 773 – N 78 in Rotern |
| N 758 | N 745 – ’s Herenelderen – N 79 in Tongern |
| N 759 | N 722 – N 80 – N 767 – Zepperen – N 718 – N 79 – Brustern – |
| N 760 | N 76 – Wijshagen – N 730 |
| N 762 | (N 292 in der Provinz Limburg, Niederlande) – Staatsgrenze – Kinrooi – N 73 – N 757 – N 773 – N 78 in Maaseik                                                                                           |
| N 763 | N 75 in As – N 78 in Maasmechelen |
| N 765 | N 80 in Gingelom – Montenaken – Cras-Avernas – Provinzgrenze – (N 765 in der Provinz Lüttich) |
| N 766 | N 78 in Neerharen – Smeermaas – N 77 – Staatsgrenze – (Niederlande) |
| N 767 | N 759 – N 754 |
| N 771 | N 730 in Gruitrode – Neerglabbeek – Opoeteren – N 78 in Dilsen-Stokkem |
| N 773 | N 757 in Neeroeteren – N 721 – N 762 in Maaseik |
| N 779 | Genk-Nord – N 76 – N 75 in Genk |
| N 784 | N 79 in Borgloon – Broekom – Veulen – Heers – – Provinzgrenze – (N 784 in der Provinz Lüttich) |
| N 789 | – N 752 |
| N 790 | N 746 in Lommel – N 715 – N 74 – Neerpelt – N 712 in Overpelt |
| N 793 | N 76 in Bree – N 73 in Bree |

## Provinzziffern 1 und 6
Der Straßenverlauf wird in der Regel von Nord nach Süd und von West nach Ost angegeben.
| Nr.   | Verlauf |
| ----- | --- |
| N 110 | (N 110 in der Provinz Antwerpen) – Provinzgrenze – N 141 |
| N 126 | (N 126 in der Provinz Antwerpen) – Provinzgrenze – N 725 in Tessenderlo |
| N 127 | (N 127 in der Provinz Antwerpen) – Provinzgrenze – ohne Ort, ohne Abzweig einer klassifizierten Straße – Provinzgrenze – (N 127 in Brabant) |
| N 141 | (N 141 in der Provinz Antwerpen) – Provinzgrenze – N 725 – Tessenderlo – N 110 – – Ham – N 73 in Heppen |
| N 165 | (N 165 in der Provinz Antwerpen) – Provinzgrenze – ohne Ort, ohne Abzweig einer klassifizierten Straße – Provinzgrenze – (N 165 in Brabant) |
| N 174 | (N 174 in der Provinz Antwerpen) – Provinzgrenze – Schoot – Provinzgrenze – (N 174 in Brabant) |
| N 608 | (N 608 in der Provinz Lüttich) – Provinzgrenze – ohne Ort, ohne Abzweig einer klassifizierten Straße – Provinzgrenze – (N 608 in der Provinz Lüttich) – Provinzgrenze – ohne Ort, ohne Abzweig einer klassifizierten Straße – Provinzgrenze – (N 608 in der Provinz Lüttich) – Provinzgrenze – ohne Ort, ohne Abzweig einer klassifizierten Straße – Provinzgrenze – (N 608 in der Provinz Lüttich) |
| N 614 | N 69 in Koninksern – Herstappe – Provinzgrenze – (N 614 in der Provinz Lüttich) |
| N 618 | N 79 in Tongern – Sluizen – Provinzgrenze – (N 618 in der Provinz Lüttich) |
| N 619 | (Niederlande) – Staatsgrenze – Kanne – Provinzgrenze – (N 619 in der Provinz Lüttich) |
| N 627 | (Niederlande) – Staatsgrenze – N 653 – Provinzgrenze – (N 627 in der Provinz Lüttich) |
| N 648 | (N 598 in der Provinz Limburg, Niederlande) – Staatsgrenze – N 608 auf der Provinzgrenze – (N 648 in der Provinz Lüttich) |
| N 653 | N 627 – Moelingen – Provinzgrenze – (N 653 in der Provinz Lüttich) |
| N 671 | N 79 in Riemst – Zichen-Zussen-Bolder – Provinzgrenze – (N 671 in der Provinz Lüttich) |